# Tiếng Yết
Tiếng Yết (giản thể: 羯语; phồn thể: 羯語; bính âm: Jiéyǔ) là một ngôn ngữ thất truyền chưa được phân loại, từng được sử dụng ở đông bắc Trung Quốc dưới triều Hậu Triệu do người Yết, trước là một phần của liên minh Hung Nô, cai trị. Ngôn ngữ này được coi là thuộc ngữ hệ Yenisei hoặc Turk.

## Sự chứng thực
Chỉ có một cụm từ trong tiếng mẹ đẻ của người Yết được biết đến, do tu sĩ Phật giáo và nhà truyền đạo người Quy Từ Phật Đồ Trừng cung cấp. Cụm từ này được ghi trong Tấn thư dưới dạng 秀支替戾岡，僕穀劬禿當 và được cho là có liên quan đến cuộc chiến của Thạch Lặc chống lại Lưu Diệu vào năm 328. Cụm từ được dịch sang tiếng Trung Quốc như sau:
| Văn bản | Tiếng Hán trung cổ | Nghĩa                              |
| ------- | ------------------ | ---------------------------------- |
| 秀支    | [si̯u-ci̯e]          | 軍 "quân"                          |
| 替戾岡  | [tʰei-let/lei-kɑŋ] | 出 "ra (trận)"                     |
| 僕穀    | [bok/buk-kuk/yok]  | 劉曜胡位 "tên man di của Lưu Diệu" |
| 劬禿當  | [ɡi̯u̯o-tʰuk-tɑŋ]    | 捉 "bắt"                           |

### Phân tích

#### Thuộc ngữ hệ Turk
Cụm từ này đã được phân tích trong một số ấn phẩm. Shiratori (1900), Ramstedt (1922), Bazin (1948), von Gabain (1950), Shervashidze (1986), và Shimunek (2015):149 cho rằng nó thuộc ngữ hệ Turk, đồng thời đưa ra cách phiên âm và bản dịch của họ:
| Ramstedt                    | Bazin                                 | von Gabain                                  | Shervashidze                          | Shimunek                            |
| --------------------------- | ------------------------------------- | ------------------------------------------- | ------------------------------------- | ----------------------------------- |
| Sükä talıqın bügüg tutun!   | Süg tägti ıdqaŋ boquγıγ tutqaŋ!       | Särig tılıtqan buγuγ kötürkän               | Sükâ tol'iqtin buγuγ qodigo(d)tin     | su-Ø kete-r erkan boklug-gu tukta-ŋ |
| Đi đánh trận [và] bắt bügü! | Đưa quân đi tấn công, và bắt chỉ huy! | Ngươi sẽ đem quân ra, ngươi sẽ bắt con hươu | Ngươi đi đến đội quân Phế truất buγuγ | Khi quân xuất trận, hãy bắt Boklug! |

#### Thuộc ngữ hệ Enisei
Edwin G. Pulleyblank (1963) lập luận rằng cách diễn giải bằng tiếng Turk không thực sự thành công vì chúng mâu thuẫn với các giá trị ngữ âm của văn bản tiếng Trung và bản dịch tiếng Trung. Thay vào đó, ông đề xuất mối liên hệ với các ngôn ngữ Enisei, cũng như nhận xét về đuôi -ŋ của động từ Enisei, đặc biệt phổ biến ở tiếng Kott.:264
Alexander Vovin (2000) đã đưa ra bản dịch sau đây dựa trên ngữ hệ Enisei, chứng thực những phát hiện của Pulleyblank. Vovin (2000) ngụ ý mối liên hệ với nhánh Nam Enisei, và đã nhận được sự đồng tình từ những nhà Enisei học khác.
suke
quân
t-i-r-ek-ang
PV-CM-PERF-đi ra-3P
bok-kok
bok-kok
k-o-t-o-kt-ang
PV-?-OBJ-CM-catch-3P
Quân đã ra trận. [Họ] sẽ bắt Bokkok.
Có thể thấy đuôi động từ -ŋ trong tiếng Yết, là một đuôi động từ phổ biến trong các ngôn ngữ Enisei, đặc biệt là tiếng Kott. Dạng cùng nguồn gốc của từ tiếng Yết "kot-o-kt-aŋ" "họ sẽ bắt" trong tiếng Ket là "d-kas-a-qos-n", thể hiện đặc điểm của tiếng Pumpokol trong đó âm /t/ tương ứng với âm /s/ trong tiếng Ket, do đó tiếng Yết được cho là có quan hệ gần gũi với tiếng Pumpokol. Từ "kel" "chiến đấu" trong tiếng Arin một phần trùng khớp với âm tiết thứ hai của *śuke "quân", tuy nhiên mối liên hệ này không rõ ràng và Vovin cho rằng đây là một từ mượn, vì nếu những người nói tiếng Pumpokol trở thành một phần của Hung Nô, từ chỉ quân đội có thể đã được vay mượn.
Vovin và cộng sự (2016) sửa lại bản dịch trên, cũng như sắp xếp các động từ theo mẫu động từ Ket và chỉ trích cách Shimunek và cộng sự phân tích cụm từ.
śuke
quân
t-il-ek-ang
out-PAST-go-3ANIM.PL.SBJ
bok-kok
?
got-o-kt-aŋ
bàn chân(?)-3MASC.SG.OBJ-lấy-3ANIM.PL.SBJ
Quân ra trận và sẽ bắt Bokkok!